# Gấu trúc đỏ
Gấu trúc đỏ (Ailurus fulgens), còn được biết tới với tên gọi gấu trúc nhỏ hay gấu mèo đỏ, là một loài động vật có vú có nguồn gốc từ đông Himalaya và tây nam Trung Quốc. Nó được liệt kê là loài động vật đang dần tuyệt chủng trong Sách Đỏ của IUCN vì quần thể hoang dã ước tính có ít hơn 10.000 cá thể trưởng thành và tiếp tục suy giảm do mất môi trường sống và phân mảnh, săn trộm và suy giảm giao phối cận huyết. Mặc dù có tên là gấu trúc nhưng loài này không có quan hệ họ hàng gần với gấu trúc lớn.
Gấu trúc đỏ có bộ lông màu nâu đỏ chủ đạo trong khi phần lông phía dưới bụng và chân màu đen, tai và mặt thường có một phần lông trắng, đuôi dài, xù xì với lông vằn và dáng đi lạch bạch do hai chân trước ngắn hơn. Cơ thể nó có kích thước khoảng 51-63.5cm và cân nặng từ 3.2-15kg, tương đương một con mèo nhà trưởng thành. Thức ăn của gấu trúc đỏ chủ yếu là tre, lá cây nhưng đôi khi cũng cả hoa, trái cây, trứng, và côn trùng. Nó là một loài động vật sống đơn độc, chủ yếu hoạt động từ hoàng hôn đến bình minh, và phần lớn ít vận động vào ban ngày.
Gấu trúc đỏ là thành viên còn sống duy nhất của chi Ailurus và họ Ailuridae. Trước đây nó đã được xếp vào họ gấu trúc và gấu, nhưng kết quả phân tích phát sinh loài đã hỗ trợ mạnh mẽ cho việc phân loại loài của nó trong họ của chính nó, Ailuridae, là một phần của siêu họ Musteloidea, cùng với các họ chồn, gấu mèo và chồn hôi. Theo truyền thống, nó được cho là bao gồm hai phân loài. Tuy nhiên, kết quả phân tích gen chỉ ra rằng có thể có hai loài gấu trúc đỏ riêng biệt, gấu trúc đỏ Trung Quốc và gấu trúc đỏ Himalaya, chúng đã khác nhau về mặt di truyền cách đây 0,25 triệu năm.